# Victory-Gletscher
Der Victory-Gletscher in Argentinien Glaciar Victoria, in Chile Glaciar Vivar ist ein rund 13 km langer Gletscher mit gemächlichem Gefälle auf der Trinity-Halbinsel am nördlichen Ende der Antarktischen Halbinsel. Er fließt vom nördlichen Ende des Detroit-Plateaus zum Prinz-Gustav-Kanal, den er unmittelbar nördlich des Pitt Point erreicht.
Der Falkland Islands Dependencies Survey kartierte und benannte ihn. Namensgebend war die Kapitulation Japans im Zweiten Weltkrieg im August 1945. Namensgeber der chilenischen Benennung ist Carlos Vivar Tapia, ein Präparator und Teilnehmer an der 25. Chilenischen Antarktisexpedition (1970–1971).